# يتسكي إنوموتو
يتسكي إنوموتو (باليابانية: 榎本 樹) (مواليد 4 يونيو 2000) هو لاعب كرة قدم ياباني.

## وصلات خارجية
- يتسكي إنوموتو على موقع رابطة كرة القدم اليابانية للمحترفين (اليابانية)
- يتسكي إنوموتو على موقع قاعدة بيانات كرة القدم.إي يو (الإنجليزية)
- يتسكي إنوموتو على موقع Soccerway.com (الإنجليزية)
- يتسكي إنوموتو على موقع عالم كرة القدم.نت (الإنجليزية)